# چینه‌دوران
| گاه‌چینه‌شناسی          | زمین‌گاه‌شناسی | یادداشت‌ها                                     |
| --------------------- | ------------ | --------------------------------------------- |
| چینه‌ابردوران Eonothem | ابردوران Eon | جمعاً ۴ ابردوران. نیم میلیارد سال یا بیشتر     |
| چینه‌دوران Erathem     | دوران Era    | ۱۰ دوران شناخته‌شده. چندصد میلیون سال          |
| سامانه System         | دوره Period  | ۲۲ دوره شناخته‌شده. ده‌ها تا حدود صد میلیون سال |
| ردیف Series           | دور Epoch    | ۳۴ دور شناخته‌شده. ده‌ها میلیون سال             |
| اشکوب Stage           | عصر Age      | ۹۹ عصر شناخته‌شده. میلیون‌ها سال                |
| گاه‌بازه Chronozone    | گاه Chron    | زیربخش عصر. توسط ICS به‌کار نمی‌رود.            |

در گاه‌چینه‌شناسی، چند سامانه (سیستم) یک دوران چینه‌ای یا چینه‌دوران (Erathem) را تشکیل می‌دهند. که تعریف دوران بر اساس دلایل و شواهد دیرینه‌شناسی، چینه‌شناسی، تغییرات مهم در عالم جانوری و گیاهی یا به عبارت دیگر تکامل موجودات و همچنین دوره‌های کوه‌زایی است.